# 溪州 (臺南市)
溪州，是臺灣臺南市佳里區的一個傳統地域名稱，位於該區北端。相較於今日行政區，其範圍大致與營溪里相近。
本地區境內主要聚落為溪州、營頂。

## 歷史
台灣日治初期，溪州地區為一街庄，稱為「溪州庄」（舊制街庄），隸屬於佳里興堡。該庄昔日北與學甲庄為鄰，東與港仔尾庄為鄰，南邊為佳里興庄，西邊為漚汪庄、苓仔藔庄。
1901年（日治明治三十四年）11月11日，全台廢縣廳改設二十廳，該庄隸屬於鹽水港廳。1904年（明治三十七年）4月1日，該庄編入「佳里興區」，隸屬於鹽水港廳。1906年（明治三十九年）4月1日，鹽水港廳內管轄區域調整，該庄仍隸屬於佳里興區。1909年（明治四十二年）10月25日，全台合併二十廳為十二廳，佳里興區改隸屬於臺南廳。1920年（大正九年）10月1日，全台地方制度大改正，廢十二廳改設五州二廳，該庄改制為「溪州」大字，隸屬於臺南州北門郡佳里庄（新制街庄）。昭和八年（1933年）12月20日，佳里庄改制為佳里街。
戰後佳里街改制為佳里鎮，隸屬於臺南縣，大字亦改制為里。1950年（民國39年）10月25日，雲、嘉、南分治，佳里鎮仍隸屬於臺南縣。2010年（民國99年）12月25日，臺南縣、市合併為直轄臺南市，佳里鎮改制為佳里區。

## 聚落

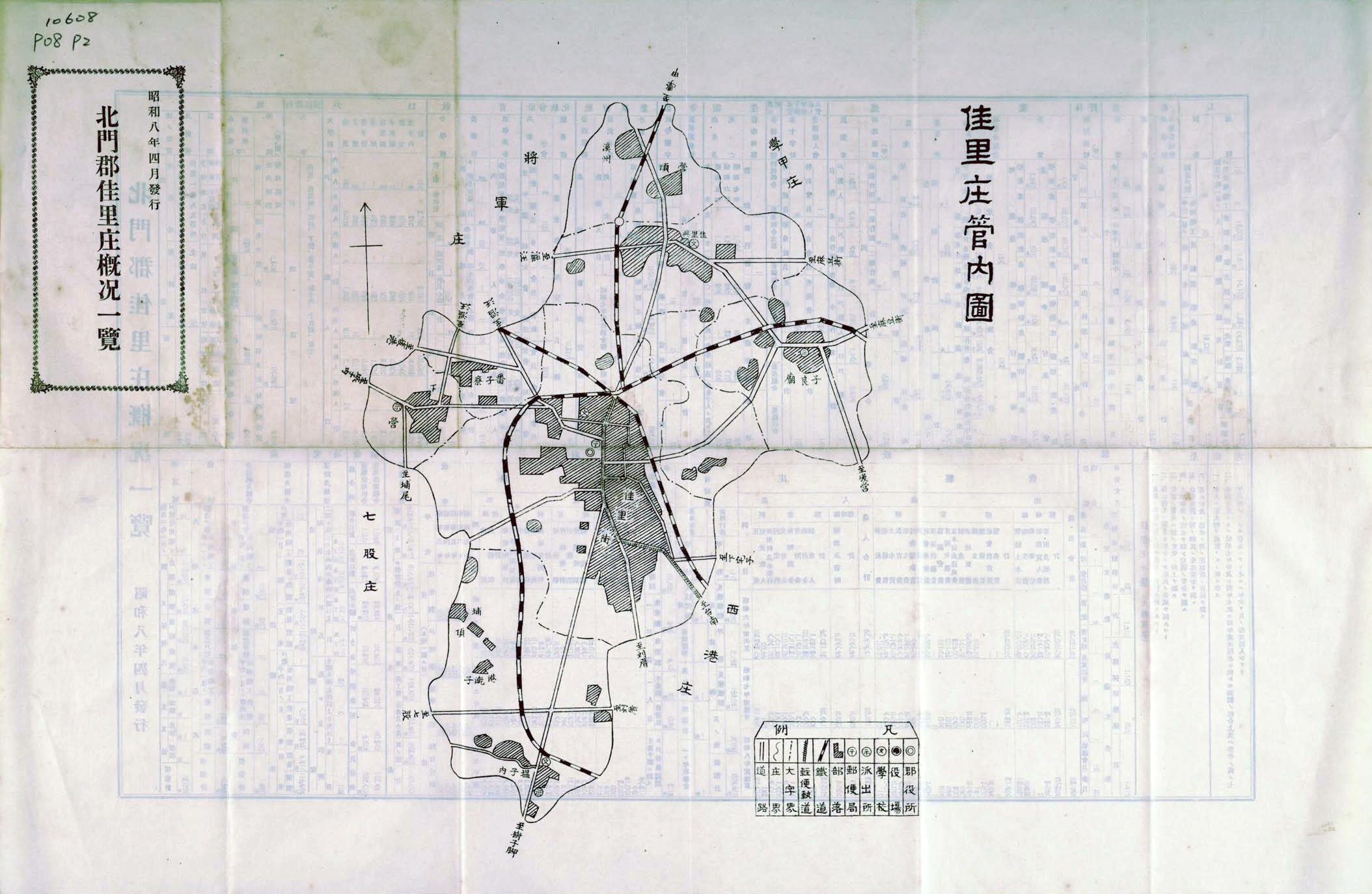
昭和八年（1933年）的佳里庄管內圖，可見溪州及營頂聚落位於佳里庄最北部。

本地區發展較早的聚落為溪州、營頂，在日治初期的官方地圖上已有記載。

## 交通
省道台19線又稱「中央公路」，是彰化至永康的幹道，經過本地區營頂聚落。由該道路北行可前往學甲區、鹽水區、嘉義縣義竹鄉、朴子市等地；南行可前往佳里區佳里市區、西港區、安定區、安南區等地。
區道南23線是大灣至蘇厝寮的道路，經過本地區溪州聚落。

## 廟宇
- 營頂佳福寺

## 名人
- 莊培初：詩人、文學家。「北門七子」之一。出生於營頂。